# Особняк Соловьёва
Особня́к Соловьёва  — дом архитектора Сергея Соловьёва, расположенный в Москве на пересечении Хлебного и Малого Ржевского переулков. Построен по авторскому проекту владельца, признан одним из наиболее ярких московских образцов стиля модерн начала XX века. С 1922 по 2008 год принадлежал посольству Грузии в России, с начала 2010-х передан Секции интересов Грузии при посольстве Швейцарии.

## Описание

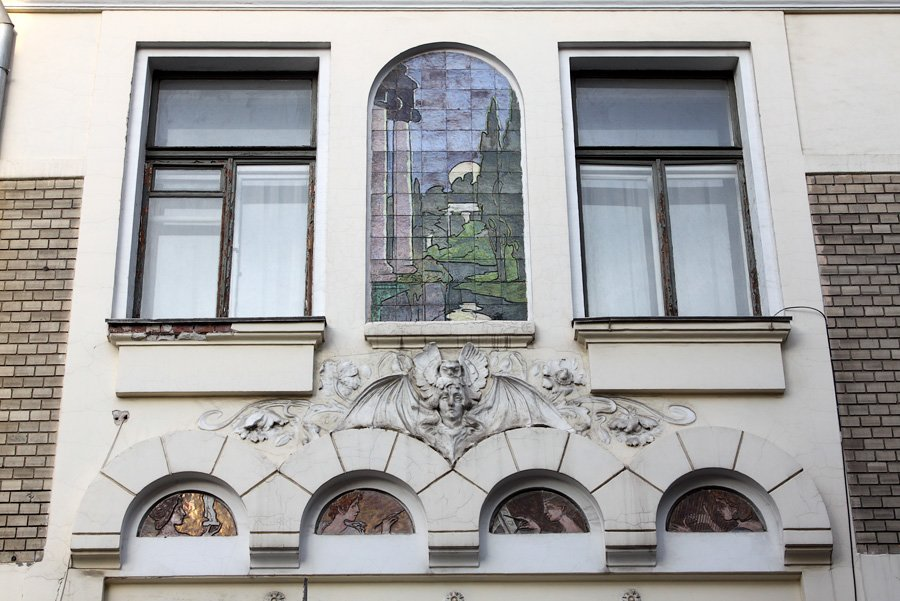
Фасад по Малому Ржевскому переулку, 2013 год

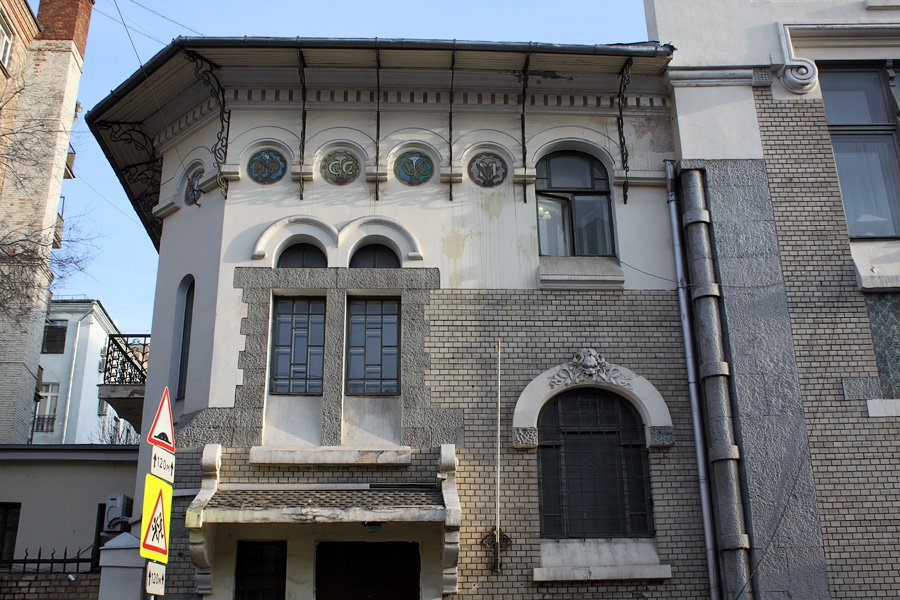
Фасад со стороны Хлебного переулка, 2013 год

Собственный дом Сергея Соловьёва был построен в 1901—1902 годах и выдержан в манере франко-бельгийского ар-нуво. В более ранних работах архитектор склонялся к эклектике и увлекался русским стилем, личный особняк является единственной работой зодчего в жанре частного жилого дома и первой в модерне. К началу XX века Соловьёв де-факто был главным архитектором Москвы, выполнявшим крупнейшие государственные заказы, и занимался крупными общественными зданиями и проектами. Собственный дом стал для него своеобразным автопортретом, возможностью выразить свои художественные вкусы во всей их широте, не оглядываясь на требования заказчиков. Исследователи называют два источника, послуживших вдохновением особняка Соловьёва: парижский доходный дом «Кастель Беранже» архитектора Гектора Гимара и студию Поля Анкара в Брюсселе. Фасадная композиция последней прямо цитируется в особняке Соловьёва.
Особняк имеет сложную, асимметричную форму, визуально делится на несколько самостоятельных частей. Основные вход и фасад расположены со стороны Малого Ржевского переулка. Вестибюль и парадная лестница занимают отдельное помещение в пристройке, а главный объём был отведён для кабинета архитектора, в котором находились библиотека и изразцовая печь. Второй этаж занимали спальни и чертёжная. Эту часть здания венчает викторианская щипцовая крыша. Гостиную второго этажа освещает масштабное трёхчастное окно, под которым на фасаде выложен изразцовый фартук из узорной плитки.
Фасады здания отличаются изобилием художественных деталей и выразительных средств. Витражи, 14 майоликовых панно, росписи, лепнина, фигурные решётки и кронштейны, рустовка стен, многообразие оконных проёмов и сложная объёмная композиция — все вместе они воплощали идею о модерне как синтезе искусств, а в отдельности каждый элемент оформления в фасаде имел символическое значение. Например, в узорах медальонов-тондо под карнизом римскими и арабскими цифрами записаны годы постройки — «1901» и «MDCCCCII».
В декоре особняка многое связано символикой ночи — популярной у поэтов-символистов: почтовая щель выполнена в форме летучей мыши, у основания колонн «сидят» совы, а некоторые арочные окна венчают лепные химеры. Справа от входной двери находится барельеф с изображением рычащей пантеры работа скульптора Николая Андреева. Керамическое панно с изображением ночи со стороны Хлебного переулка (которое нередко именуют «Ночь», «Рим. Форум ночью» или «Сумерки») не имеет документально подтверждённого авторства. По мнению М.В. Нащокиной, при создании панно могла быть использована акварель Михаила Врубеля или Марии Якунчиковой. В семье архитектора сохранилась легенда о причастности к созданию убранства дома художника Виктора Васнецова. Однако невозможно исключать и того, что автором композиции для пейзажного панно мог выступить сам Соловьёв, отнюдь не чуждый изобразительному искусству, как о том свидетельствуют многочисленные видовые зарисовки, выполненные им в период заграничного пенсионерства.
Под панно находится горельеф с образом богини ночи Гекаты в обрамлении маков и перепончатых крыльев — она изображена в декадентской стилистике модерна. Ещё ниже расположены полукруглые майоликовые медальоны с четырьмя музами искусств (которые также приписывают Якунчиковой). Керамика для всех панно была произведена на заводе «Абрамцево».
Интерьеры особняка были не менее тщательно проработаны и также соответствовали идее эклектичного синтеза стилей и искусств. Соловьёв лично создавал эскизы и проектировал новую мебель, подбирал к ней отдельные антикварные предметы. Стены украшали живопись и мозаики, потолки и полы были наборными. Коллеги, друзья и ученики дарили Соловьёву художественные произведения, которые вписывались в интерьер и дополняли его.

## История
Сразу после окончания строительства здание получило высокую оценку критиков и было включено в список наиболее выдающихся «приобретений московской архитектуры» начала века на V съезде российских зодчих. В доме жила семья Соловьёва — супруга и три дочери, в кабинете и чертёжной архитектор работал со своими учениками и коллегами. После смерти Соловьёва в 1912 году вдове пришлось заложить банку особняк, который требовал больших расходов на содержание.
Вскоре особняк был выставлен на торги. Покупателем и новым владельцем стал художник Павел Павлинов, здание принадлежало ему до 1921 года. В 1922-м дом национализировали и передали Экономическому представительству Грузии в РСФСР, которое позднее заменило постоянное посольство. В середине века к зданию добавили пристройку в стиле кубического модернизма, исказившую изначальный художественный облик.
После обострения политических отношений между Грузией и Россией в 2008 году посольство было выведено из здания, несколько лет дом пустовал. По состоянию на 2018-й бывший особняк Соловьёва занимает Секция интересов Грузии при посольстве Швейцарии.
Особняк Соловьёва часто называют одним из вероятных прототипов дома Маргариты из романа «Мастер и Маргарита» Михаила Булгакова, вдохновившим его на описание окна, из которого героиня улетает на бал к Сатане. Также здание снимали в сериале «Семнадцать мгновений весны»: по сюжету в нём находилась конспиративная квартира гестапо, где держали радистку Кэт.